# I criminali della metropoli
I criminali della metropoli è un film del 1967 diretto da Gino Mangini. È anche conosciuto con il titolo Fango sulla metropoli.

## Trama
La polizia sorprende alcuni uomini mentre stanno scaricando alcune casse di droga nel camion, ma vengono scoperti e vengono costretti ad uno scontro a fuoco in cui un bandito perde la vita e un poliziotto viene ferito. Il sergente Perier è deciso a scoprire la verità per smantellare l'organizzazione criminale.